# Sommarkrysset
Sommarkrysset var ett svenskt årligen återkommande TV-program i TV4 som sändes direkt från Gröna Lund i Stockholm under somrarna mellan den 3 juni 2005 till och med 2019.
Programmet bestod av att kända artister deltog och sjöng låtar inför tv-tittare och live-publik samtidigt som tittarna kunde ringa in och vinna en viss summa pengar. För att ha chans att vinna dessa pengar fick tittarna först lista ut ett visst ord som framkom genom svaren på ett antal frågor, ställda av programledaren. Första bokstaven i svaren på varje fråga skrevs därefter in på ett rutat papper med 5x5 rutor likt ett korsord.
Den första säsongen med fem avsnitt visades på fredagar i mitten av 2005 i SVT. Från 2006 sändes programmet istället på lördagar i TV4 mellan klockan 20.00 och 21.25.
Programmet producerades av Baluba Television efter ett TV-format skapat av Baluba.
Lottodragningen brukade sändas live direkt i programmet med bl. a. Ulrica Bengtsson och  Annika Duckmark som återkommande fasta presentatörer även om andra presentatörer ibland hoppade in vid vissa tillfällen.
Sedan år 2020 i samband med covid-19-pandemin har programmet legat nere på obestämd framtid och sedan 2022 har man inte bekräftat om programmet kommer att återupptas igen eller inte.

## Säsongsinformation
| Säsong           | Antal program | Sändningsdatum             | Sändningsdag och tid    | Huvudprogramledare       | Vikarierande programledare                                                     |
| ---------------- | ------------- | -------------------------- | ----------------------- | ------------------------ | ------------------------------------------------------------------------------ |
| Säsong 1 (2005)  | 5 avsnitt     | 3 juni – 1 juli 2005       | Fredagar kl 20:00-21:00 | Peter Settman            | Ingen vikarie                                                                  |
| Säsong 2 (2006)  | 8 avsnitt     | 8 juni – 26 augusti 2006   | Lördagar kl 20:00–21:25 | Gry Forssell             | Ingen vikarie                                                                  |
| Säsong 3 (2007)  | 13 avsnitt    | 26 maj – 25 augusti 2007   | Lördagar kl 20:00–21:25 | Gry Forssell             | Rickard Olsson                                                                 |
| Säsong 4 (2008)  | 15 avsnitt    | 17 maj – 13 september 2008 | Lördagar kl 20:00–21:25 | Gry Forssell             | Ingen vikarie                                                                  |
| Säsong 5 (2009)  | 12 avsnitt    | 13 juni – 5 september 2009 | Lördagar kl 20:00–21:25 | Ingen huvudprogramledare | David Hellenius, Carina Berg & Carolina Gynning, Tobbe Blom och Måns Zelmerlöw |
| Säsong 6 (2010)  | 10 avsnitt    | 15 maj – 21 augusti 2010   | Lördagar kl 20:00–21:25 | Gry Forssell             | E.M.D., Måns Möller och Linda Bengtzing                                        |
| Säsong 7 (2011)  | 9 avsnitt     | 25 juni – 20 augusti 2011  | Lördagar kl 20:00–21:25 | Gry Forssell             | Agneta Sjödin                                                                  |
| Säsong 8 (2012)  | 10 avsnitt    | 30 juni – 1 september 2012 | Lördagar kl 20:00–21:25 | Gry Forssell             | Agneta Sjödin                                                                  |
| Säsong 9 (2013)  | 10 avsnitt    | 22 juni – 31 augusti 2013  | Lördagar kl 20:00–21:25 | Gry Forssell             | Ingen vikarie                                                                  |
| Säsong 10 (2014) | 10 avsnitt    | 21 juni – 23 augusti 2014  | Lördagar kl 20:00–21:25 | Gry Forssell             | Ingen vikarie                                                                  |
| Säsong 11 (2015) | 9 avsnitt     | 20 juni - 15 augusti 2015  | Lördagar kl 20:00–21:25 | Gry Forssell             | Ingen vikarie                                                                  |
| Säsong 12 (2016) | 7 avsnitt     | 9 juli - 20 augusti 2016   | Lördagar kl 20:00–21:25 | Gry Forssell             | Ingen vikarie                                                                  |
| Säsong 13 (2017) | 8 avsnitt     | 10 juni - 19 augusti 2017  | Lördagar kl 20:00–21:25 | Gry Forssell             | Ingen vikarie                                                                  |
| Säsong 14 (2018) | 8 avsnitt     | 30 juni - 15 augusti 2018  | Lördagar kl 20:00–21:25 | Gry Forssell             | Ingen vikarie                                                                  |
| Säsong 15 (2019) | 10 avsnitt    | 8 juni - 10 augusti 2019   | Lördagar kl 20:00–21:20 | Gry Forssell             | Ingen vikarie                                                                  |

## Vinterkrysset
Vinterkrysset var en variant på Sommarkrysset som sändes på TV4 i två omgångar 2006 och 2009-10. Första gången sändes programmet då från Tyrol, Gröna Lund år 2006.
Nästa gång programmet sändes var år 2009-10 och namnet hade då ändrats till Vinterkrysset med nyårskarameller. Istället för att sändas ifrån Gröna Lund hade Högfjällshotellet i Sälen denna gång valts som programmets inspelningsplats.

## Bilder

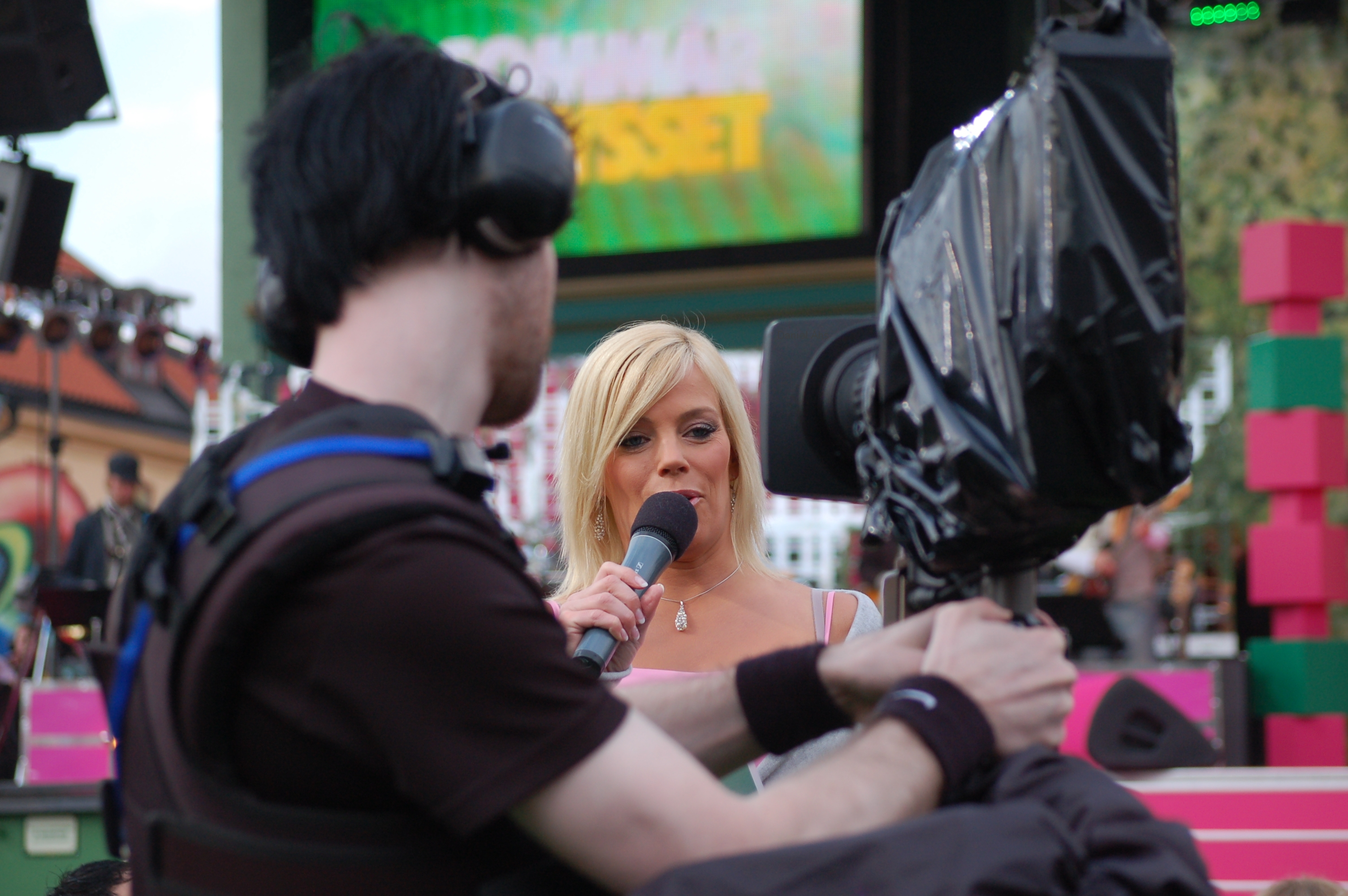
Gry Forssell, programledare för Sommarkrysset.
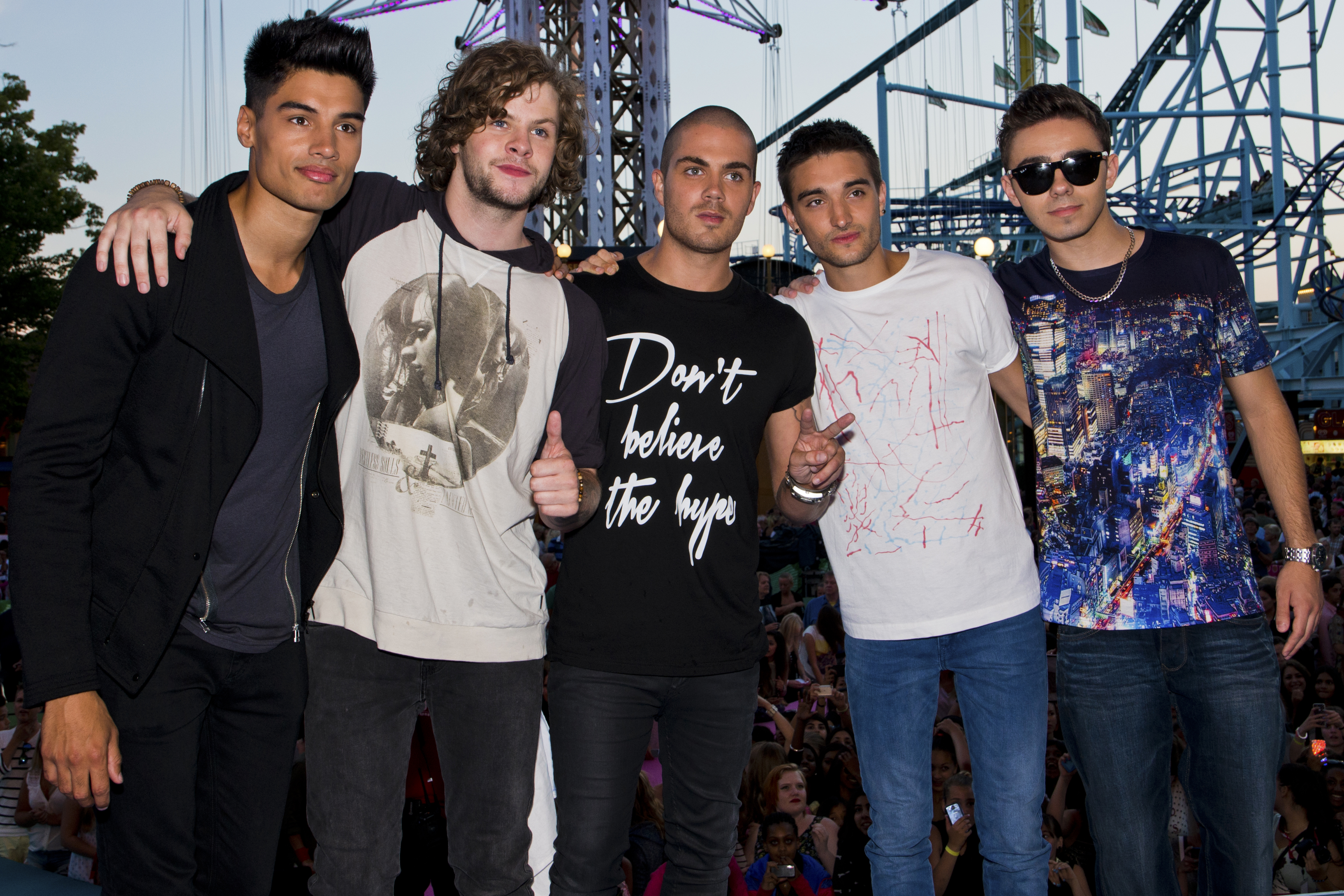
The Wanted
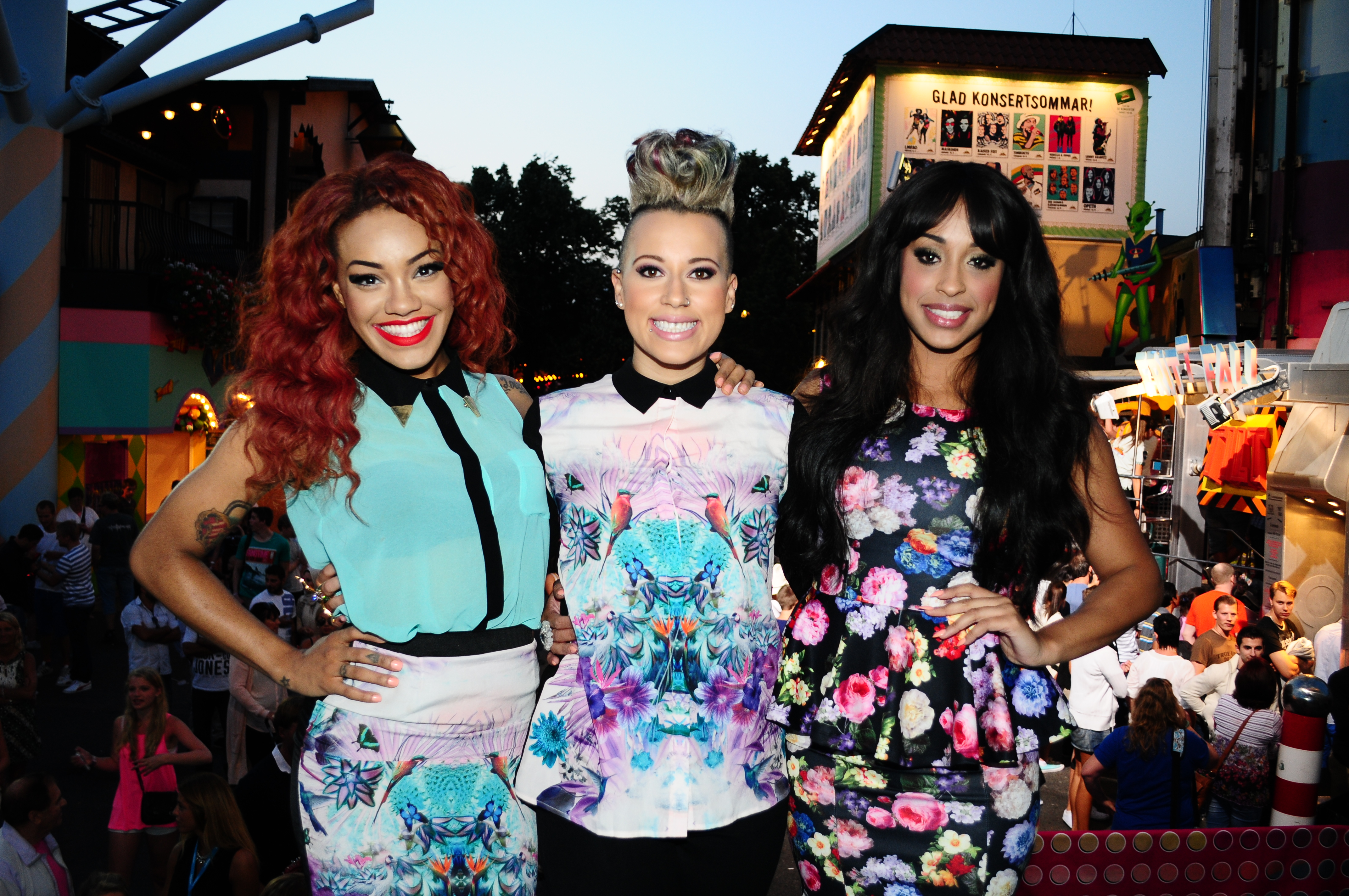
Stooshe
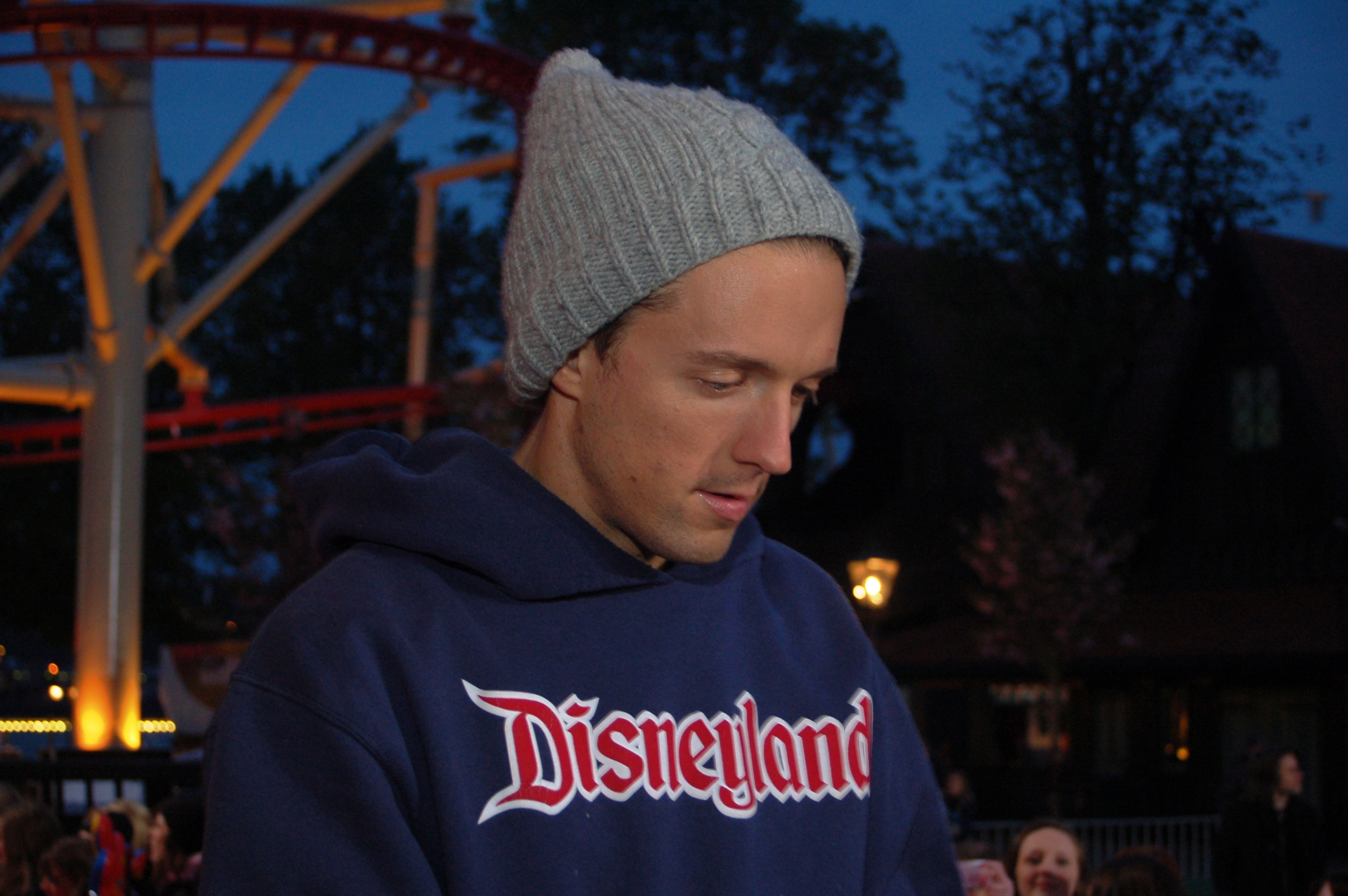
Jason Mraz
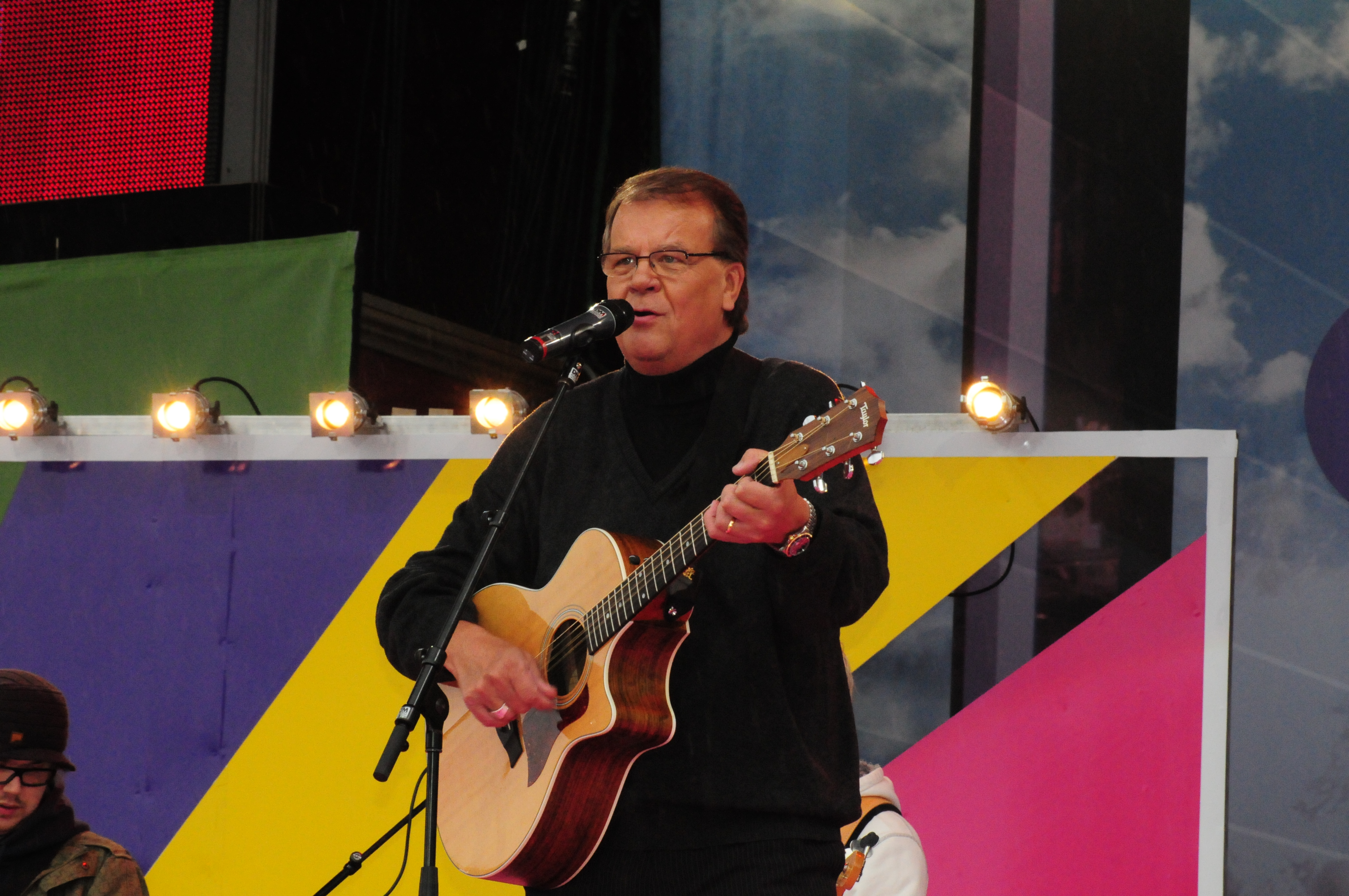
Lasse Berghagen
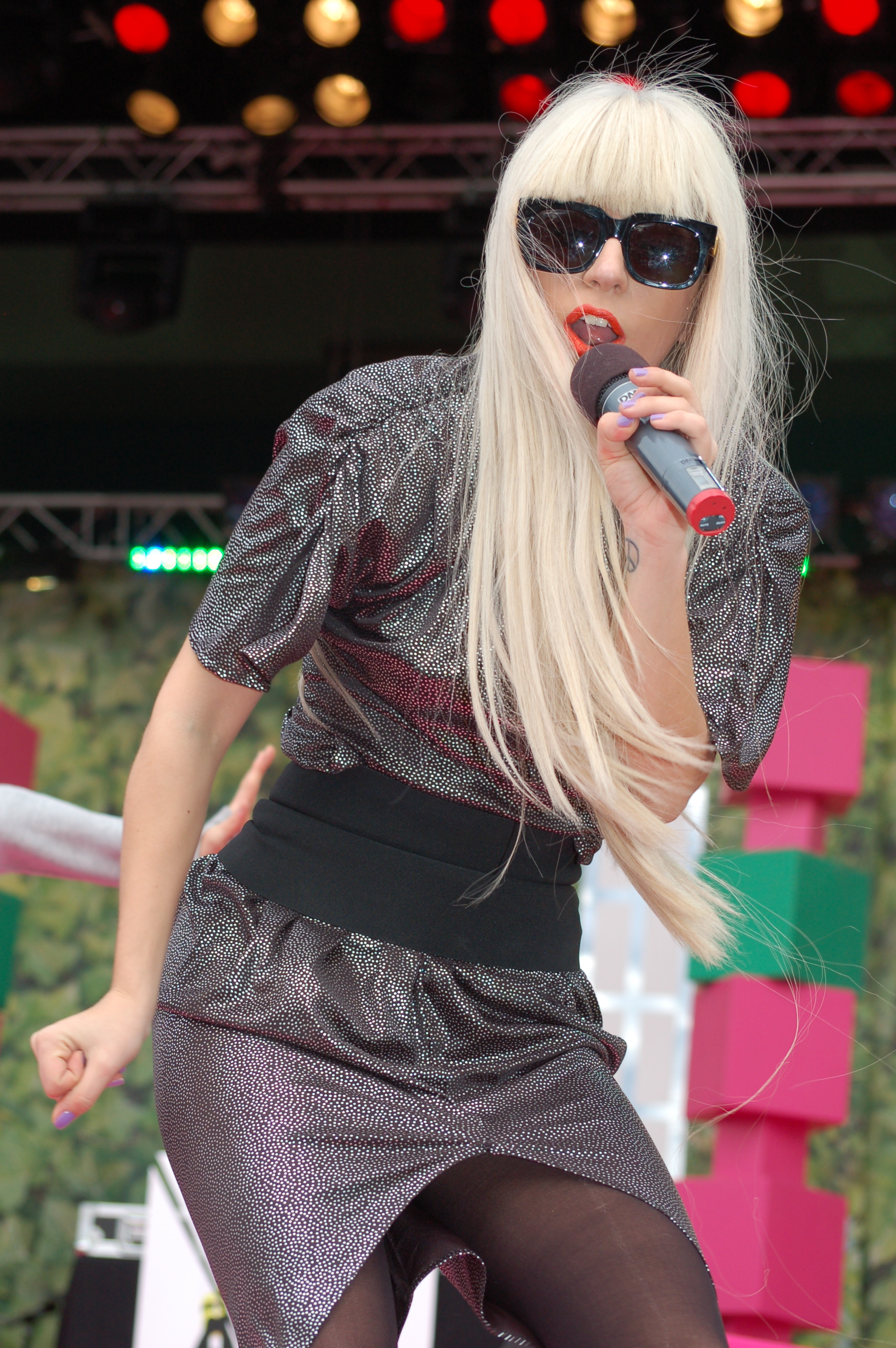
Lady GaGa
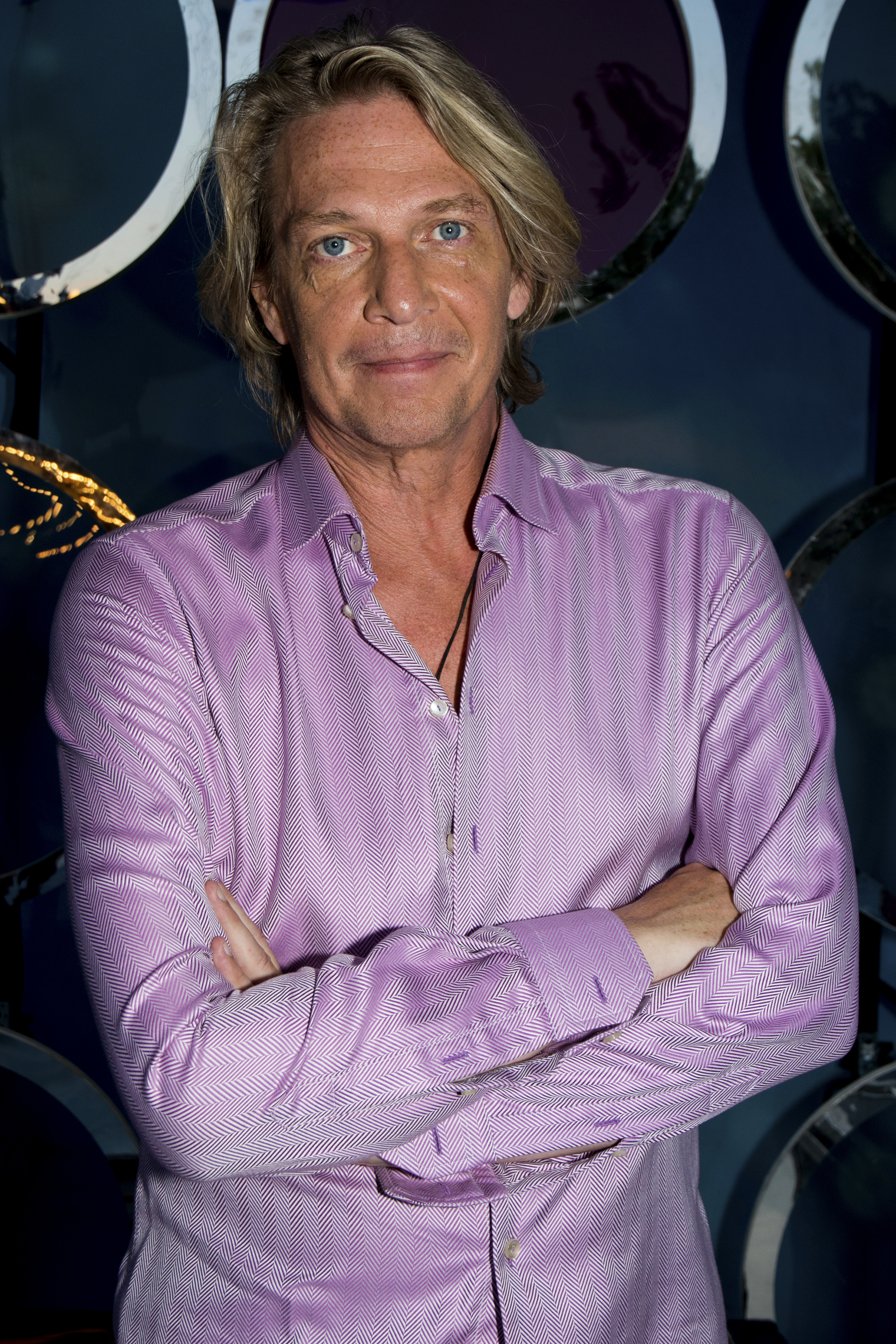
Tommy Nilsson
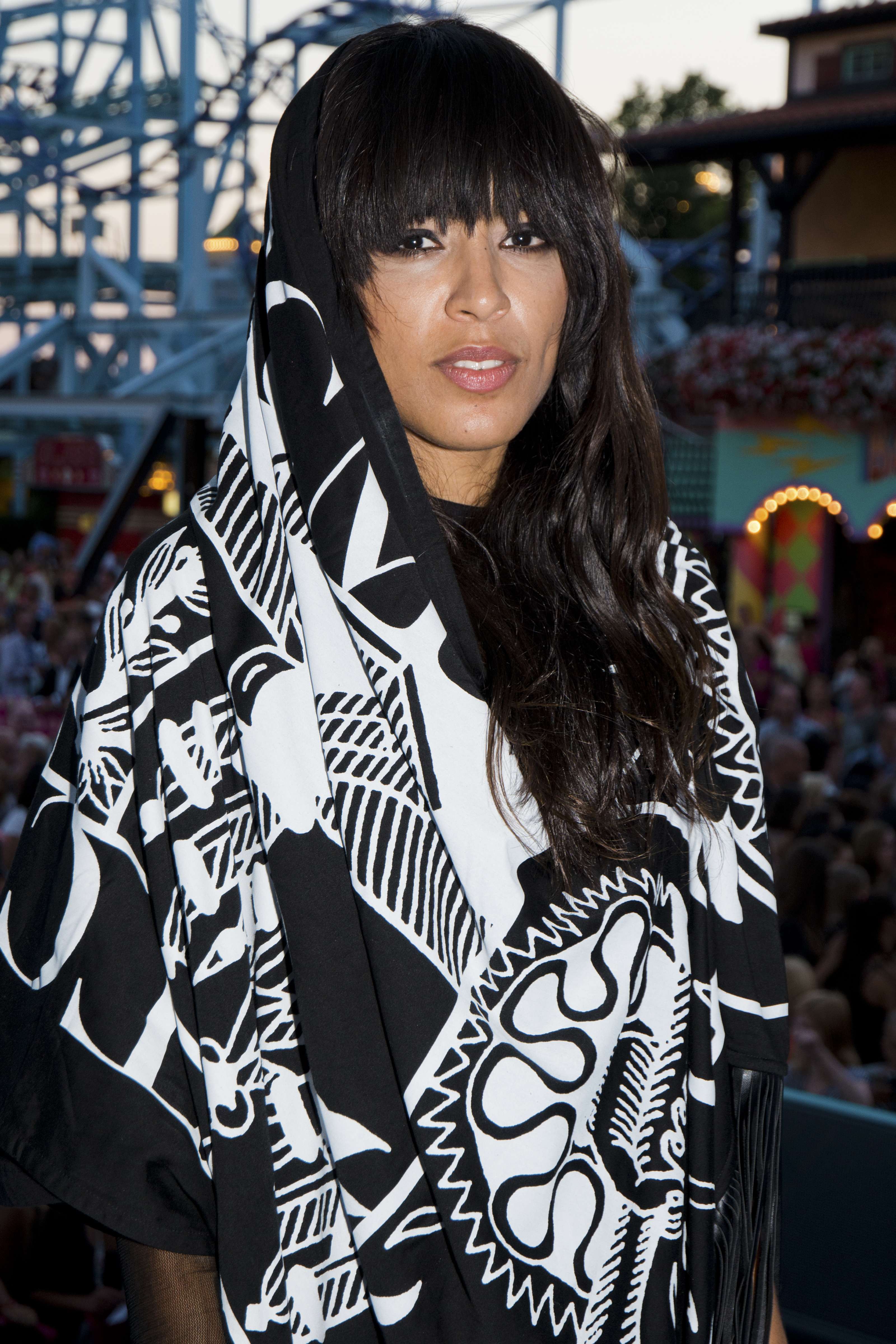
Loreen
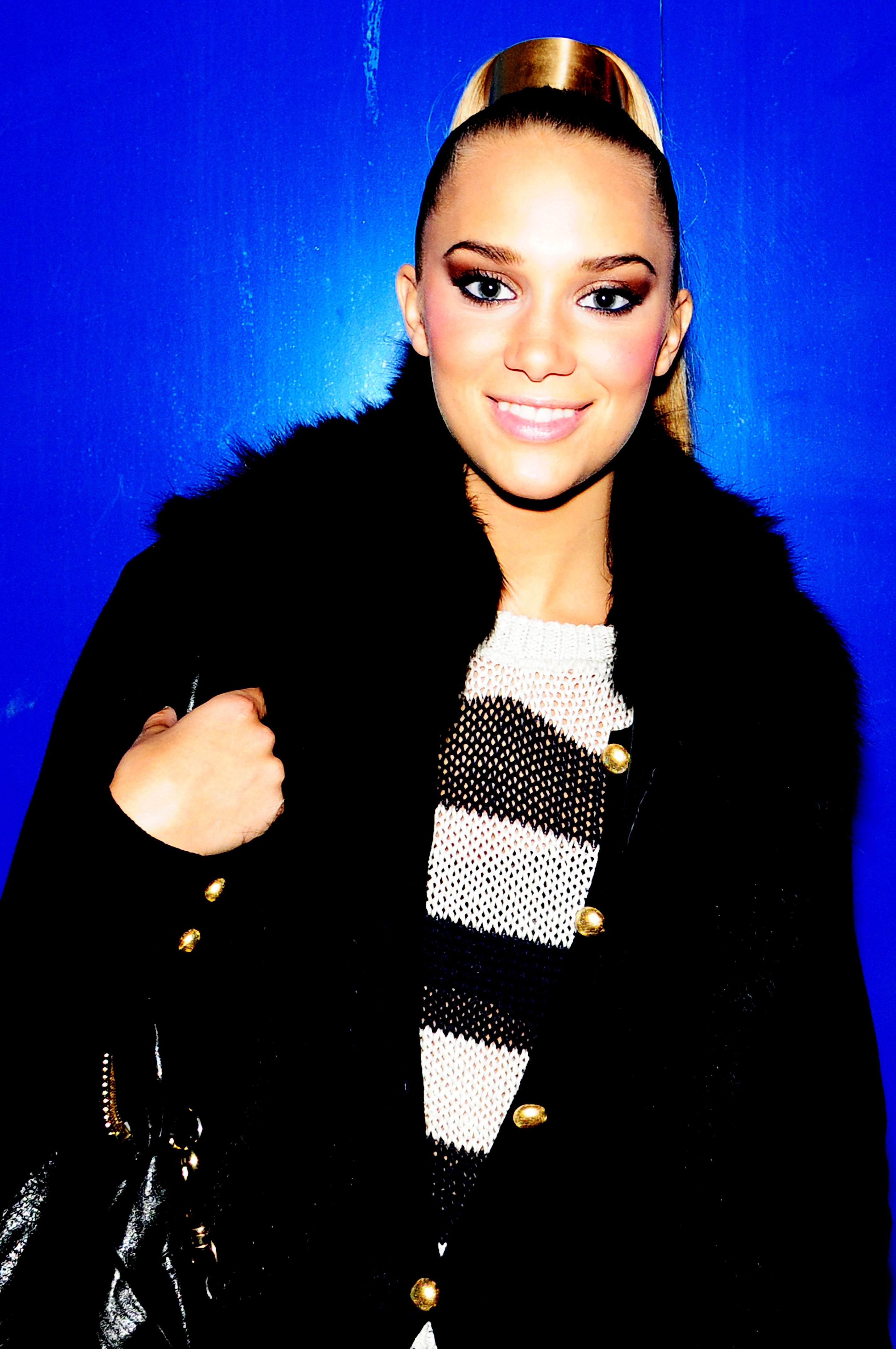
Agnes Carlsson
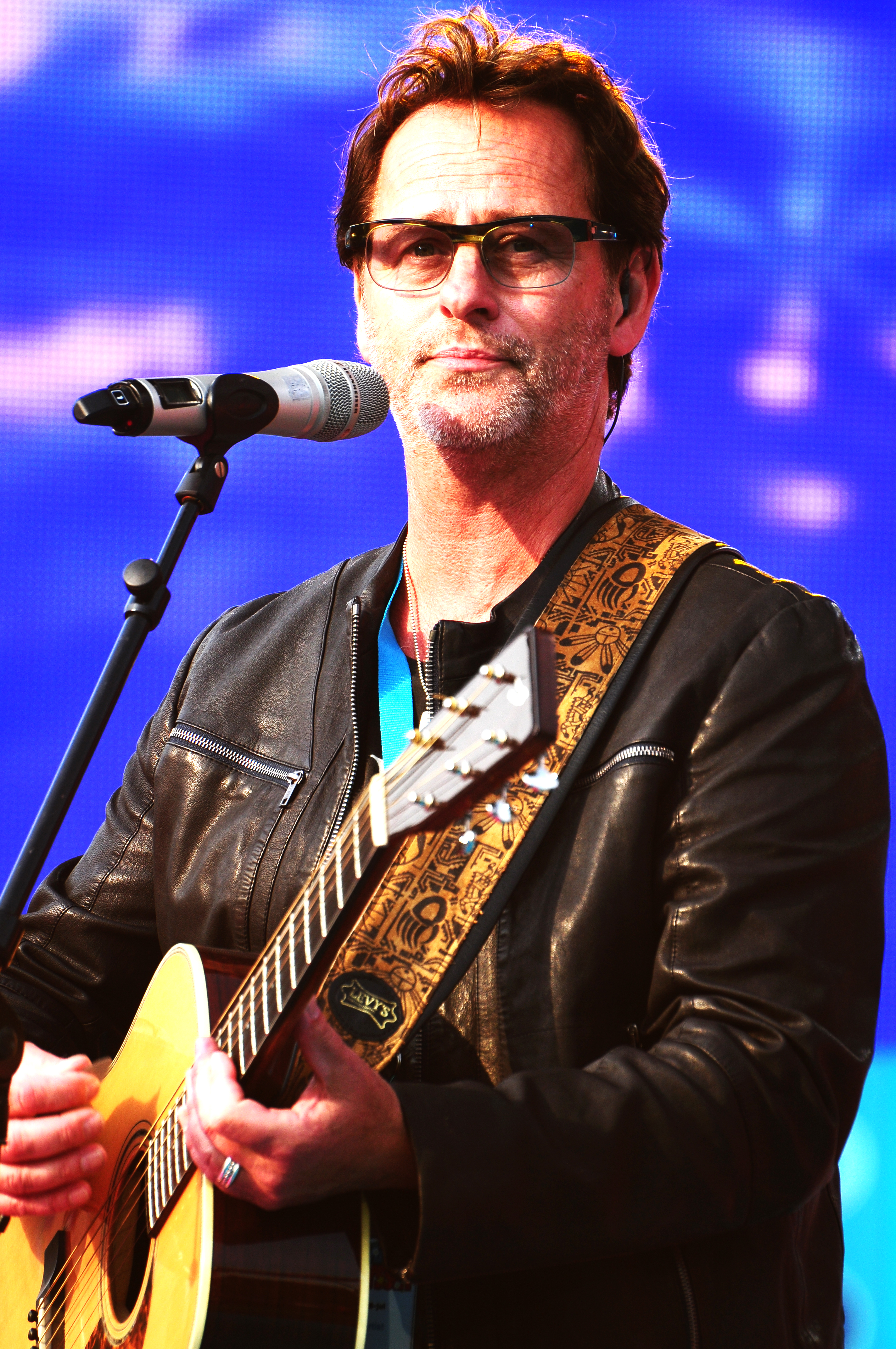
Uno Svenningsson
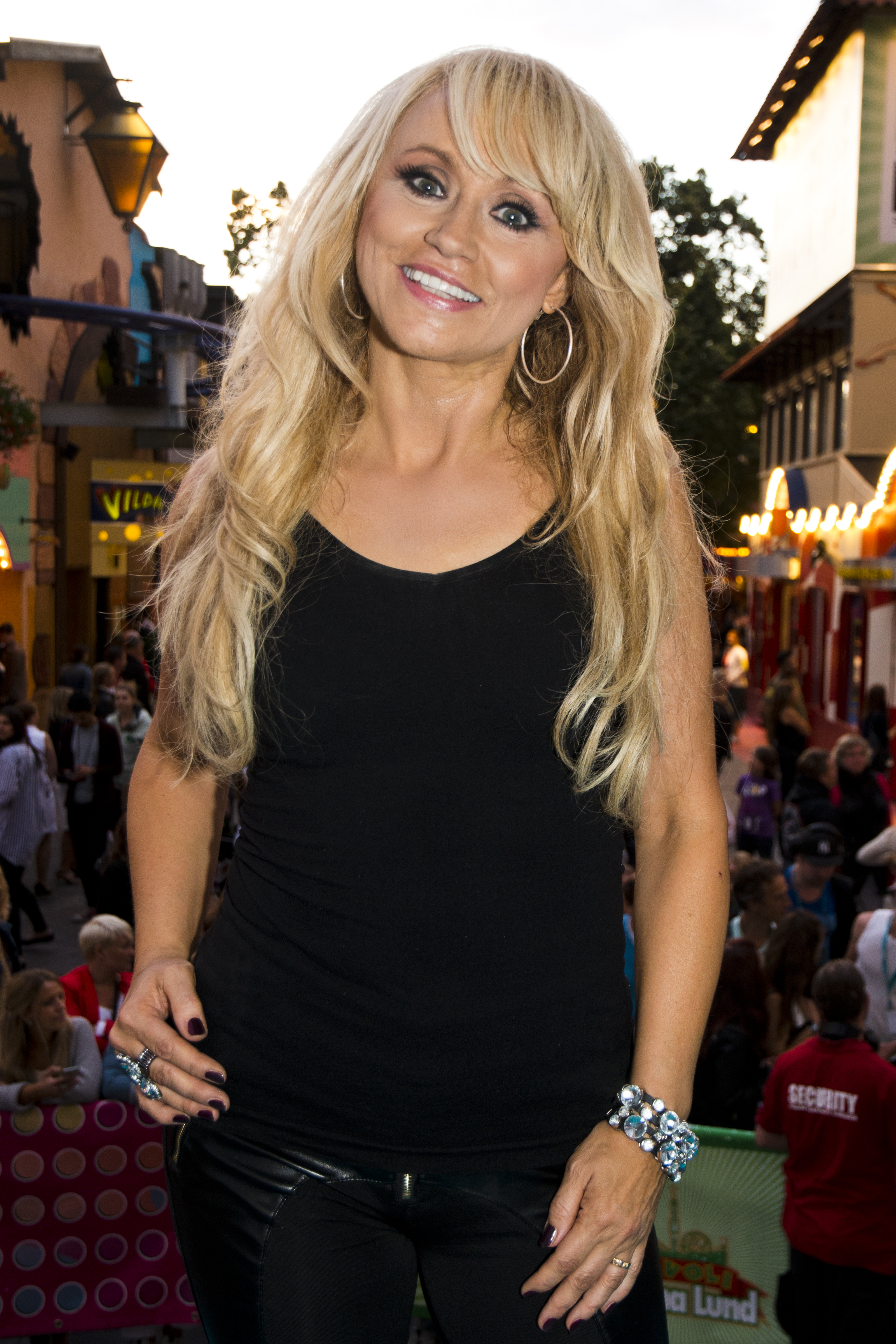
Nanne Grönvall
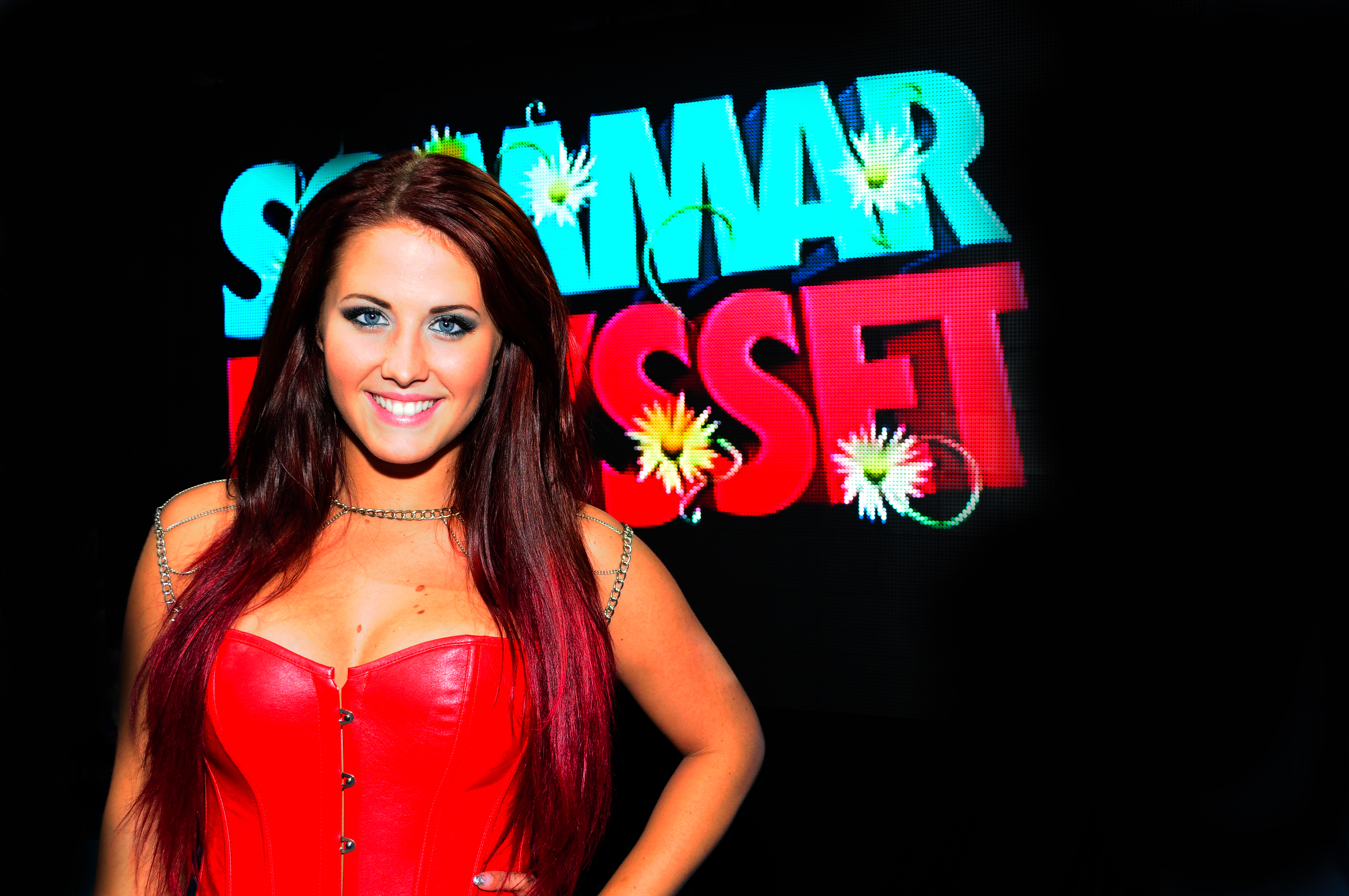
Molly Sandén

### Fotnoter
1. ↑  ”Svensk mediedatabas”. http://smdb.kb.se/catalog/search?q=Sommarkrysset+typ%3Atv. Läst 16 april 2011.
2. ↑  ”Så fungerar Sommarkrysset”. tv4.se. Arkiverad från originalet den 1 juli 2011. https://web.archive.org/web/20110701193657/http://www.tv4.se/1.1022645. Läst 16 juni 2011.
3. ↑  ”Gry Forssell om att ”Sommarkrysset” ställs in: Jättetrist”. Aftonbladet. https://www.aftonbladet.se/a/Xgra6b. Läst 30 maj 2020.
4. ↑  ”Sommarkrysset ställs in för tredje året i rad: ”Astrist””. Expressen. https://www.expressen.se/noje/sommarkrysset-stalls-in-for-tredje-aret-i-rad-astrist/. Läst 6 april 2022.